# Prenzlauer Berg
Prenzlauer Berg je místní část berlínského městského obvodu Pankow. Od svého založení až do správní reformy v r. 2001 byl samostatným městským obvodem.

## Poloha
Místní část Prenzlauer Berg je součást městského obvodu Pankow v severovýchodním Berlíně a hraničí na západě a jihozápadě s obvodem Mitte, na jihu s obvodem Friedrichshain-Kreuzberg, na východě s obvodem Lichtenberg a na severu s místními částmi Weißensee a Pankow.

## Vzhled místa
Prenzlauer Berg sestává hlavně ze starých budov, z nichž většina byla postavena na přelomu 19. a 20. století. 80 % všech bytů pochází z doby před r. 1948.

## Obyvatelstvo
Prenzlauer Berg má se svými 149 974 obyvateli charakter vlastního velkoměsta. Na relativně malé ploše 10,995 km tak dosahuje hustota zalidnění 13 690 lidí na km².
Zhruba 15 000 obyvatel (zhruba 10 %) tvoří cizinci. Jejich složení je ale odlišné od jiných berlínských čtvrtí: největší skupinou jsou Francouzi, následovaní Italy, Američany, Brity, Španěly a Dány.

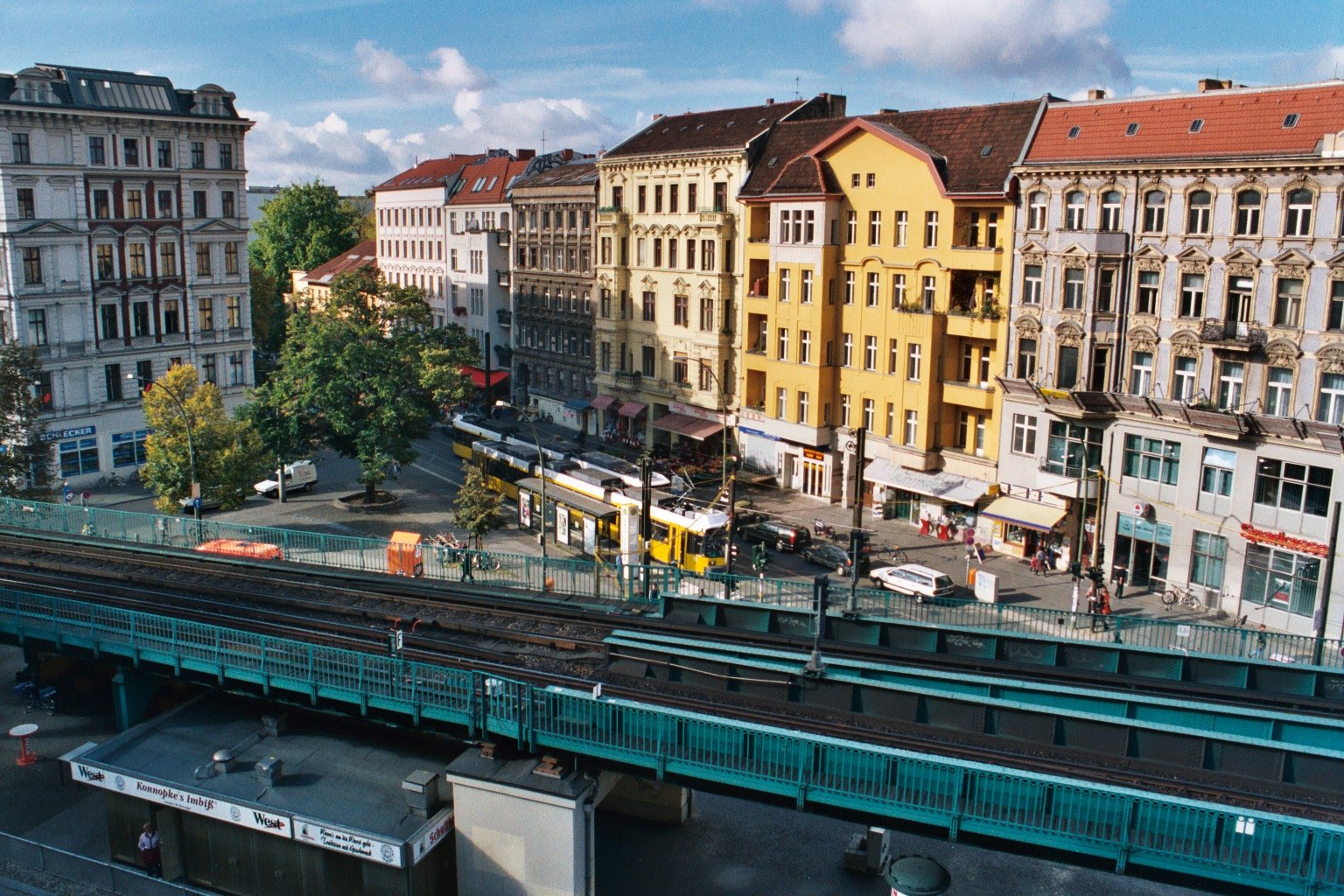
Pohled na Kastanienallee od stanice U-Bahnu Eberswalder Straße
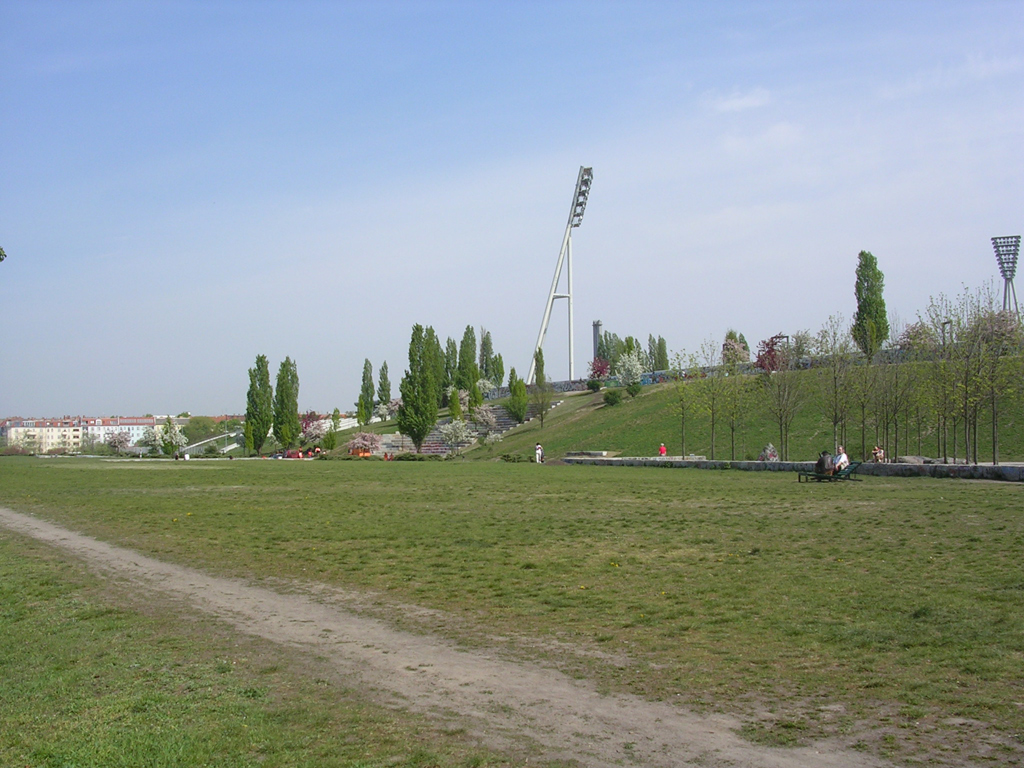
Mauerpark